# Орукун (графство)
 Графство Орукун  (англ. Shire of Aurukun) — район местного самоуправления, расположен в регионе Крайний Север Квинсленда в Австралии. Графство находится на западе Кейп-Йорка, самой северной части австралийского материка. Территория района простирается на юг от Уэйпы до реки Холройд (Holroyd)
Площадь района составляет 7375 км². Местное самоуправление существует с 1978 года.

## История
Территория графства Орукун ранее была резервацией аборигенов, управлявшейся Пресвитерианской Церковью, согласно Закону об аборигенах Квинсленда. В 1904 году была основана миссия Орукун, куда было премещено со всего Кейп-Йорка коренное население.
В 1978 году земля была передана правительству Квинсленда, которое приняло Закон о местном самоуправлении (земель аборигенов) 1978 года и учредило графство Орукун. Избранный совет коренного населения просуществовал всего месяц, после чего был назначен администратор. Средства массовой информации штата в то время полагали что основной причиной такого решения правительства были доходы от добычи бокситов.
В 90-х годах управление вновь перешло к избранному совету.

## Населённые пункты
- Орукун (Aurukun)

## Население
Австралийское Бюро Статистики, выделило переписи населения графств Орукун, Кук, Торрес и Морнингтон в категорию особо трудно поддающихся точному подсчёту. Причинами этого являются культурный и языковой барьеры, транспорт и географическое распространение населения, которое в основном проживает в изолированных общинах. Ввиду этого, все данные, вероятнее всего, будут ниже фактической численности на момент переписи населения.
Почти 90% жителей являются представителями коренного населения Австралии.
| Год  | Население |
| ---- | --------- |
| 1981 | 791       |
| 1986 | 937       |
| 1991 | 784       |
| 1996 | 781       |
| 2001 | 1032      |
| 2006 | 1044      |